# Municipio de Clifton (Arkansas)
El municipio de Clifton (en inglés: Clifton Township) es un municipio ubicado en el condado de Faulkner en el estado estadounidense de Arkansas. En el año 2010 tenía una población de 2851 habitantes y una densidad poblacional de 44,25 personas por km².

## Geografía
El municipio de Clifton se encuentra ubicado en las coordenadas 35°11′38″N 92°27′52″O / 35.19389, -92.46444. Según la Oficina del Censo de los Estados Unidos, el municipio tiene una superficie total de 64.43 km², de la cual 64,37 km² corresponden a tierra firme y (0,09 %) 0,06 km² es agua.

## Demografía
Según el censo de 2010, había 2851 personas residiendo en el municipio de Clifton. La densidad de población era de 44,25 hab./km². De los 2851 habitantes, el municipio de Clifton estaba compuesto por el 95,16 % blancos, el 1,33 % eran afroamericanos, el 0,56 % eran amerindios, el 0,25 % eran asiáticos, el 0,88 % eran de otras razas y el 1,82 % eran de una mezcla de razas. Del total de la población el 2,39 % eran hispanos o latinos de cualquier raza.